# Reichling
Reichling è un comune tedesco di 1 626 abitanti, situato nel land della Baviera.